# Christopher Sherrington
Christopher "Chris" David Sherrington (ur. 21 października 1983) – brytyjski judoka. Olimpijczyk z Londynu 2012, gdzie zajął dziewiąte miejsce w wadze ciężkiej.
Uczestnik mistrzostw świata w 2011. Startował w Pucharze Świata w latach 2007, 2009-2014, 2019 i 2022. Triumfator igrzysk Wspólnoty Narodów w 2014, gdzie reprezentował Szkocję. Wygrał mistrzostwa Wspólnoty Narodów w 2006 roku. 

## Letnie Igrzyska Olimpijskie 2012
| Konkurencja | Eliminacje               | Eliminacje                  | Klas. końcowa |
| Konkurencja | Przeciwnik I             | Przeciwnik II               | Miejsce       |
| ----------- | ------------------------ | --------------------------- | ------------- |
| +100 kg     | Jake Andrewartha (AUS) Z | Aleksandr Michajlin (RUS) P | 9.            |